# Fabio Mazzucco
Fabio Mazzucco durante Paris-Roubaix juniores de 2017
Fabio Mazzucco, 14 de abril de 1999 em Este, é um ciclista italiano, membro da equipa Bardiani-CSF-Faizanè.

## Palmarés
- 2016
  - 3.º do campeonato da Itália do contrarrelógio juniores
- 2017
  - Grande Prêmio dell'Arno
  - 2.º da Coppa Pietro Linari
  - 3.º do Grande Prêmio Sportivi di Sovilla
  - 3.º do Giro della Lunigiana
  - 3.º do Troféu Buffoni
- 2019
  - 3. ª etapa do Giro d'Italia Esperanças
  - Grande Prêmio de Poggiana
  - 3.º do Giro do Meio Brenta

## Classificações mundiais
| Ano             | 2018   |
| UCI Europe Tour | 1 089. |